# راديو السويد
راديو السويد هي إذاعة راديو وطنية سويدية وشركة عامة محدودة ممولة من طرف القطاع العام. مملوكة من قبل مؤسسة مستقلة، ويتم تمويلها من خلال رسوم الترخيص، وقرار البرلمان السويدي. لا تبث الإذاعة الإعلانات. ويمكن وصف وضعها القانوني على أنه وضع لمنظمة غير حكومية شبه مستقلة.

## القنوات
- P1:الأخبار ، والثقافة ، والمناظرة ، والقراءات ، والأفلام الوثائقية ، وما إلى ذلك ، لا يتم عزف أي موسيقى تقريبًا ، باستثناء البرنامج الصيفي اليومي Sommar ، حيث يقدم مقدمو العروض الضيوف اختيارهم للموسيقى.
- P2:الموسيقى الكلاسيكية والموسيقى الشعبية والجاز والموسيقى العالمية ؛ تعرض القناة أيضًا بعض البرامج بلغة الأقليات.
- P3:الموسيقى الشعبية والكوميديا التي تستهدف الجمهور الأصغر سنًا.
- P4:الموسيقى الشعبية والترفيه والرياضة ، تستهدف بشكل رئيسي الجمهور الأكبر سنًا ؛ تتكون الشبكة من 26 محطة محلية ، تحمل كل منها مزيجًا من البرامج المحلية والوطنية.

## اقرأ أيضاً
- التلفزيون في السويد